# Parfois le dimanche
Pour plus de détails, voir Fiche technique et Distribution.
Parfois le dimanche est un film français de court métrage réalisé en 1959 par Ado Kyrou et Raoul Sangla, sorti en 1960. 

## Synopsis
Au cours d'un bal du dimanche dans une ville de la banlieue industrielle de Paris, une aventure amoureuse se noue. Elle est contrariée par la guerre d'Algérie.

## Fiche technique
- Titre : Parfois le dimanche
- Réalisation : Ado Kyrou et Raoul Sangla
- Scénario : Ado Kyrou, Raoul Sangla
- Dialogues : Jean Ferry
- Photographie : Oleg Tourjansky
- Musique : Philippe Arthuys
- Montage : Marguerite Duchesne, Madeleine Lagneau
- Production : Garance Films
- Tournage : à Ivry-sur-Seine en 1959
- Pays de production :  France
- Durée : 22 minutes
- Date de sortie : 1960

## Distribution
- Betty Schneider
- Jean-Louis Trintignant
- Jacques Charby